# Café del Mar

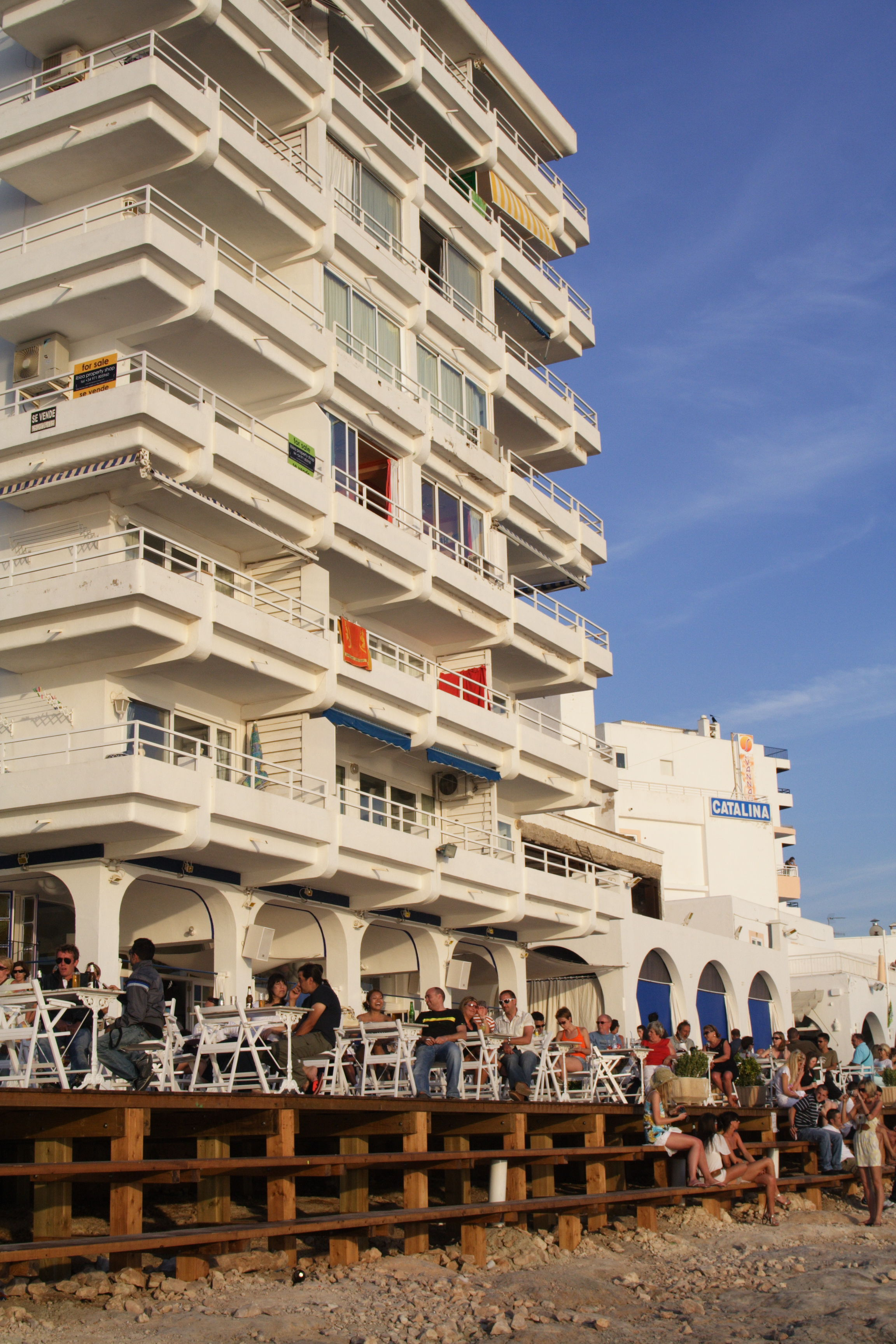
Café del Mar, Sant Antoni de Portmany

A Café del Mar egy bár, mely Ibiza szigetén található Sant Antoni de Portmany-ban.
A Café del Mar (Tengeri kávézó) ötlete Ramón Guiral, Carlos Andrea és José Les agyából pattant ki 1978-ban, akik a Kanári-szigetekről érkeztek Ibizára, és azonnal elvarázsolta őket San Antonio éjszakai élete, mely már akkoriban is legendásan híres volt. A Café del Mar az ősrégi sziklák közt, különleges helyen fekszik, 40 méterre a mediterrán éghajlatú, szelíden hullámzó tengertől. A kávézó fedett, nyitott teraszai csodálatos látványt nyújtanak a tengerre és Conejera szigetére. A beltér 100 négyzetméteres, emeletes kialakítású, a belsőépítészeti munkák dizájnját Luis Güell, barokk stílusú elismert építész álmodta meg, melyekhez az inspirációt a tér, a tenger és a különböző, a tengerparton átélt élmények emlékében élő színek adták.
A kávézó további különlegessége a mindennapos zenei kavalkád, melyet leginkább a nyugodt, dallamos, érzelgős énekekkel, férfi vagy női vokálokkal aláfestett relaxálást segítő, nemzetközi előadók által életre keltett hangzás jellemez. A kávézó színpadán mindennaposak a rendezvények.
A legendás naplementét évről évre, a kávézó 1980. június 20-i megnyitása óta százezrek és százezrek keresik fel, mert a csodálatos panoráma, a faji, vallási, etnikai és kulturális hovatartozás teljes mellőzése, a lélek szabaddá tétele itt mindenkinek megadatik.
A naplementéhez hangulatot nyújtó zenét a bár kezdetben magnószalagon kínálta vendégeinek, később pedig (1994-ben) megjelentettek egy Café del Mar CD-sorozatot is, amely 2008-ig 15 kiadást élt meg és világszerte több mint 9 millió példányban kelt el. A 15 kiadás mellett (a 12-től már dupla lemezek) különböző válogatások, remix albumok, jubileumi kiadások és különlegességek láttak napvilágot, összesen mintegy 30-35 album létezik, leginkább chillout, chill-house és lounge stílusban, melyek andalító, nyugodt dallamai mindenkit hatalmukba kerítenek.